# Villagatón (kommunhuvudort)
Villagatón är en kommunhuvudort i Spanien.   Den ligger i provinsen Provincia de León och regionen Kastilien och Leon, i den nordvästra delen av landet, 300 km nordväst om huvudstaden Madrid. Villagatón ligger 1 014 meter över havet och antalet invånare är 701.
Terrängen runt Villagatón är kuperad åt nordväst, men åt sydost är den platt. Runt Villagatón är det mycket glesbefolkat, med 6 invånare per kvadratkilometer. Närmaste större samhälle är Torre del Bierzo, 17,0 km väster om Villagatón. 